# Tapogató nélküli bordásmedúzák
A kucsmamedúzák (Beroidae) a bordásmedúzák (Ctenophora) törzsében a tapogató nélküli bordásmedúzák (Nuda) osztályának egyetlen családja alig néhány recens fajjal.

## Származásuk, elterjedésük
A kambriumban különültek el a törzs másik, jóval több fajt számláló osztályától, a tapogatós bordásmedúzáktól (Tentaculata) (és az időközben kihalt osztályoktól, amelyek rendszertani helyzete elég bizonytalan).
Két legismertebb fajuk:
- az Atlanti-óceánban és peremtengereiben élő dinnyemedúza (Beroe cucumis) és
- a Földközi-tengerben élő kucsmamedúza (Beroe ovata)

## Megjelenésük, felépítésük
Könnyen megkülönböztethetők a tapogatós bordásmedúzáktól (Tentaculata), mivel — amint erre a két osztály neve is utal — se a fiatal, se a kifejlett állatoknak nincsenek tapogatói, tehát tapogatóhüvelyük sincs.
A kucsmamedúza név arra utal, hogy testalkatuk magas kucsmára emlékeztet. A kucsma alján nyílik a száj, a tetején foglal helyt az apikális szerv. A kettő között húzódnak és alul a szájnyílás közelében végződnek a bordák a rajtuk keresztben álló, csillós úszólemezkékkel.
Hosszú és tágas garatjukra utalt a sikertelenül bevezetni próbált Macropharyngea név. Ennek hossza eléri a test hatheted részét és csak vékony testfal választja el a külvilágtól. A szájnyílásban elhelyezkedő, befelé görbülő cirruszok a zsákmány kiszabadulását hivatottak megakadályozni. A zsákmányt erőteljes garatizmok továbbítják a rövid központi gyomorba, amely közvetlenül az apikális szerv alatt helyezkedik el. Belőle ágaznak ki a megemésztett táplálékot szállító délkörszerű, de rendszeresen elágazó és újraegyesülő csatornák. Mivel ezek áttűnnek az állatok csaknem átlátszó testén az ettől márványosan erezettnek tűnik.

## Életmódjuk, élőhelyük
Valamennyien tengeriek. Nyíltvíziek (pelágikus)ak. A plankton legfontosabb összetevői közé tartoznak, tehát többnyire a felszín közelében tartózkodnak. Vaskos alakjuk ellenére ügyesen úsznak; eközben szájnyílásuk váltakozva lefelé, illetve fölfelé néz. Éjszaka a legkisebb ingerre is kékes vagy zöldes fénnyel világítanak olyan intenzíven, hogy az akváriumban tartott példányok mellett az újságot normálisan el lehet olvasni.
Petéik is zöldes fénnyel világítanak.

### Táplálkozásuk
Ragadozók. Fő (akváriumban kizárólagos) táplálékaik más bordásmedúzák; egyebek közt fajtársaik is. Áldozataikat a szájnyílás környékén található méregmirigyekkel bénítják meg. Előszeretettel támadnak meg a Leucathea nem lebenyes medúzáira, és akkor is elbánnak velük, ha azok a nagyobbak. A nagyobb áldozatokat erőteljes törzsizmaikkal préselik magukba; ilyenkor garatjuk (testük) kitágul, ahogy ráhúzzák magukat a zsákmányra. Az így felpuffadt állat nem tud úszni, és csak lebeg, amíg többé-kevésbé meg nem emészti táplálékát.
Az emészthetetlen maradékok és salakanyagok többségét szájnyílásukon öklendezik ki.